# Петухово (селище, Томський район)
Петухо́во (рос. Петухово) — селище у складі Томського району Томської області, Росія. Входить до складу Богашовського сільського поселення.

## Населення
Населення — 8 осіб (2010; 15 у 2002).
Національний склад (станом на 2002 рік):
- росіяни — 100 %